# Bouna
Bouna – miasto i departament w północnej części Wybrzeża Kości Słoniowej. W pobliżu miasta znajduje się Park Narodowy Komoé i granica z Ghaną. Miasto zamieszkują ludy Lobi. W mieście używana jest architektura miejscowa. Podstawowym materiałem budowniczym jest cegła suszona. Działa tu port lotniczy Boundiali.